# Коршиков Геннадій Єгорович
Коршиков Геннадій Єгорович (19 лютого 1949) — російський академічний веслувальник.
Олімпійський чемпіон 1972 року в складі парної двійки, учасник 1976 року.
Срібний призер Чемпіонату світу 1974 року в складі парної четвірки, бронзовий призер 1977 року в складі парної двійки.
Срібний призер Чемпіонату Європи 1973 року в складі парної двійки, бронзовий призер 1971 року в складі парної двійки.